# Fronteira Irão–Iraque
A fronteira entre Irão e Iraque é a linha que limita os territórios do Irão e do Iraque. Embora tenha sido estabelecida pela primeira vez em 1639, houve sempre litígios por parte dos dois países que ocuparam ao longo da história os territórios que este limite separa, em especial relacionados com a navegação no Xatalárabe. A fronteira atual data dos Acordos de Argel assinados em 1975 e ratificados em 1976.
Culturalmente, é normal associar esta fronteira à separação entre o mundo árabe e o mundo iraniano.

## Traçado
A fronteira começa no golfo Pérsico na foz do Xatalárabe (chamado Arvande Rude pelos iranianos) em 29°51'16"N, 48°44'45"E. Segue o talvegue do Xatalárabe por 105 km até à sua confluência com os dos seus tributários, o Nahr al-Khayin. De lá toma a direção norte atravessando uma sucessão de planícies e depois de montanhas, como os montes Zagros, Nar Atibe e Nar Uádi. Termina na tríplice fronteira onde se juntam a fronteira iraco-turca e a fronteira iraniano-turca em 37°08'44"N, 44°47'05"E.

## História
A história desta fronteira remonta a 1639 aquando do Tratado de Zuhab entre o Império Otomano (que controlava o Iraque) e a Pérsia. O acordo estipulava que a fronteira deveria ficar entre os montes Zagros e o rio Tigre. Em 1724, os otomanos esqueceram o acordo e invadiram a Pérsia. Um tratado de paz entre os dois impérios foi concluído em 1746, e ambos reconheceram a fronteira de 1639. Esta foi confirmada com o tratado de Erzerum em 1847 onde, pela primeira vez, o caso do Xatalárabe foi estudado em pormenor. A fronteira foi estabelecida na margem oriental do golfo Pérsico, o que deixou ao Império Otomano o controlo de toda esta via aquática de transporte e comunicação. Nos anos seguintes a fronteira foi mais pormenorizada e um mapa preciso foi feito em 1860.
Uma demarcação mais precisa foi feita em 1911 por pedido do Império Russo e do Reino Unido que tinham aspirações coloniais na região. Em 1913-1914, uma comissão, estabelecida após o protocolo de Istambul, reviu o traçado na parte do Xatalárabe, tendo sido decidido que a fronteira continuaria a seguir a margem oriental, exceto na zona da cidade persa de Khorramshahr onde deveria seguir o talvegue.
Os tratados de Erzurum e de Constantinopla foram contestados em 1934 pela Pérsia, que pôs em causa a sua validade. O contencioso foi resolvido em 1937 com um regresso à fronteira original, exceto na zona da cidade persa de Abadã, onde foi deslocada da margem oriental até ao talvegue como tinha sido no caso de  Khorramshahr anos antes.